# Kara Musa Pascià
Kara Musa Pascià (letteralmente Mosè Pascià il Coraggioso) (... – Istanbul, 1649) è stato un politico e militare ottomano.
Probabilmente era di origine greca, fu nominato gran visir dal sultano Ibrahim I il 16 settembre 1647 dopo l'esecuzione di Nevesinli Salih Pascià, ricoprendo la carica per soli cinque giorni fino al 21 settembre. Ha anche ricoperto la carica di Capitan Pascià (Grande Ammiraglio della Marina ottomana) nel 1647. Studiò presso la scuola dell'Enderûn.
Il suo primo incontro con il sultano Murad IV fu nel 1630. Più tardi nella sua vita, divenne membro del Diwan della Sublime porta (il consiglio del governo ottomano) e fu selezionato tre volte per servire come governatore dell'Eyalet di Budin. Lì nel 1643, richiese una sovvenzione per la costruzione della moschea Musa-Pascià a Nova Kasaba, in Bosnia ed Erzegovina. Durante la guerra di Candia, dopo la morte del precedente in carica Koca Musa Pascià, fu nominato Capitan Pascià nel 1647. Quando invase la città di Retimo a Creta, fece convertire una chiesa in una moschea, che ancora oggi si chiama "Moschea di Kara Musa Pascià". A causa della mancanza di successi, fu sollevato ruolo di Capitan Pascià poco dopo. 
Durante la campagna, gli fu inviato via mare il sigillo imperiale che indicava la sua promozione a gran visir. Dopo aver ricevuto la notizia della sua promozione, ma non avendo ancora ricevuto il sigillo, fu sorpassato nella carica da Hezarpare Ahmed Pascià che sfruttò la sua influenza sul sultano, per essere nominato gran visir.
All'inizio dello stesso anno del 1647, aveva sposato Şekerpare Hatun, dama di compagnia e favorita del sultano, grazie al quale fu nominato Grande Ammiraglio.
Nel dicembre 1647, Kara Musa Pascià fu nominato governatore dell'Eyalet di Baghdad. Ha ricoperto questo incarico per poco più di un anno fino al gennaio 1649, quando fu rimosso e tornò a Costantinopoli. Fu giustiziato in quell'anno per ordine della regina reggente Kösem Sultan, a sua volta su consiglio dei suoi consiglieri e del gran visir.